# Edificio del Hospital General de Córdoba

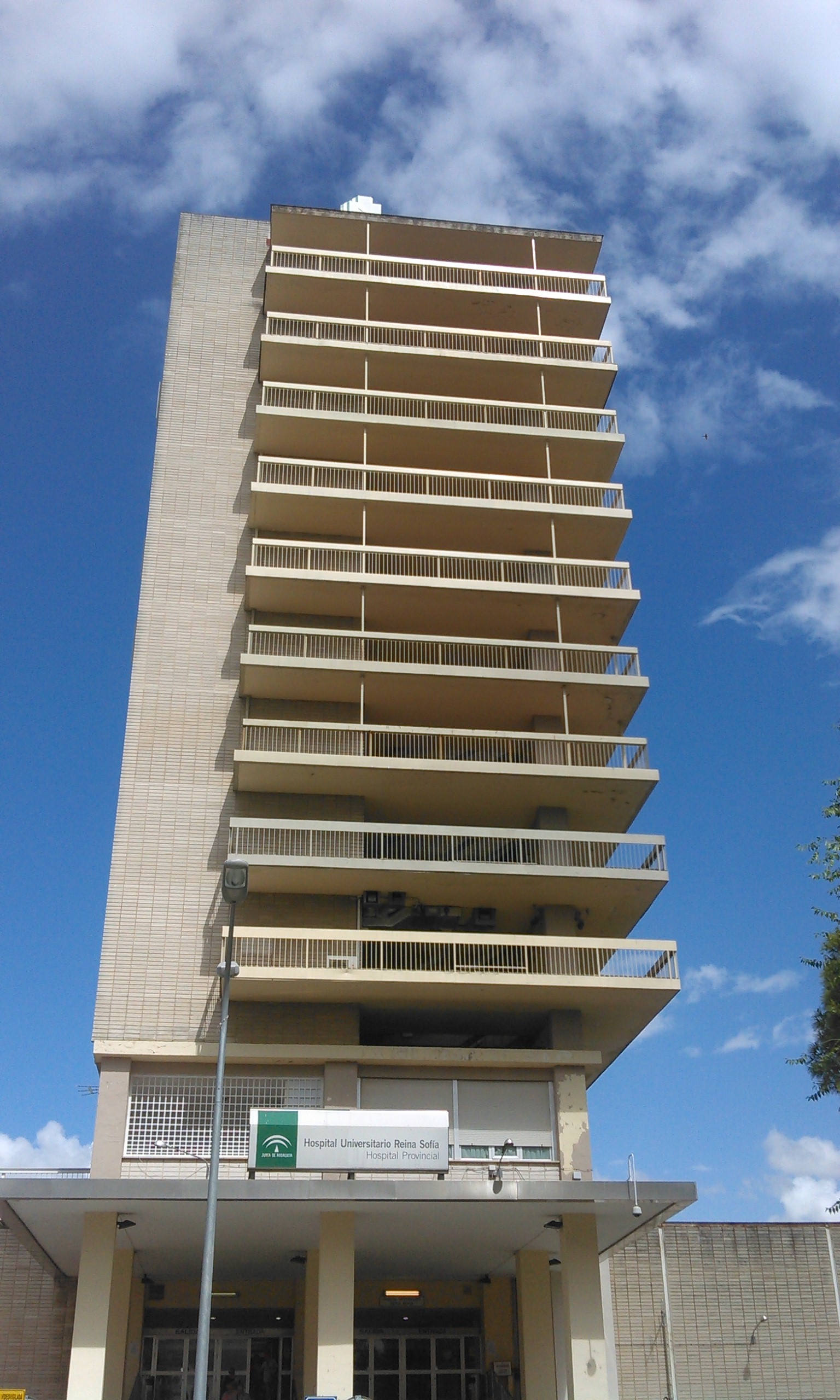
Fachada Hospital.

El edificio del Hospital General de Córdoba es un proyecto de 1966-69, obra del arquitecto Rafael de la Hoz Arderius en colaboración con Gerardo Olivares James. El hospital se sitúa en el sector suroeste de expansión de la ciudad, zona definida para las instalaciones hospitalarias y universitarias. El edificio se sitúa mirando al río Guadalquivir en dirección sur, y toda esta construcción se observa claramente cuando se llega a Córdoba dominando el paisaje urbano de la ciudad.

## Historia
En los años 1960 Córdoba tenía solo el Hospital del Cardenal Salazar, dependiente de la Diputación Provincial. A pesar de la existencia de numerosos proyectos para construir uno nuevo, especialmente en los años 1930 de la mano de Antonio Fernández Vergara, nunca se realizaron. La llegada a la presidencia de la Diputación de Antonio Cruz Conde hizo que se retomara el proyecto y se llevara a buen puerto. Para su construcción se eligió un recinto próximo a la zona de expansión de la ciudad, en el suroeste de la ciudad, donde el propio Antonio Cruz Conde había concebido un área dedicada a infraestructuras para la ciudad, tanto sanitarias, como educativas. Toda la construcción de este Hospital tuvo un coste de 218 millones de pesetas, de las que 150 millones fueron aportados por el Ministerio de Gobernación, y el resto corrió a cargo de la Diputación de Córdoba.
Hoy día el Hospital Provincial pertenece al Hospital Universitario Reina Sofía.

## Influencias
Rafael de la Hoz a la hora de acometer el proyecto estudia numerosos ejemplos de construcciones hospitalarias en España, Europa e incluso Estados Unidos. Podemos ver influencias de Le Corbusier, Mies van der Rohe, e incluso referencias de arquitectura de estilo internacional como pueden ser: Neutra o Jacobsen. Pero una de sus principales influencias fue el Sanatorio en Paimio, obra del reconocido arquitecto Alvar Aalto.
Rafael de la Hoz entiende que la solución más adecuada es la traducción arquitectónica del hospital como lugar donde se va a hospedar el enfermo para su curación. Por lo que se produce una dualidad entre el hospital como hospedería, que implica el moderno concepto de hotel, y por otro lado observarlo como una máquina de curar, que sería la zona de atención. A causa de esta problemática Rafael de la Hoz se propone una traducción física, es decir, si hay que cumplir dos funciones, cada una tendrá su correspondiente lugar y de forma diferenciada.

## Diseño

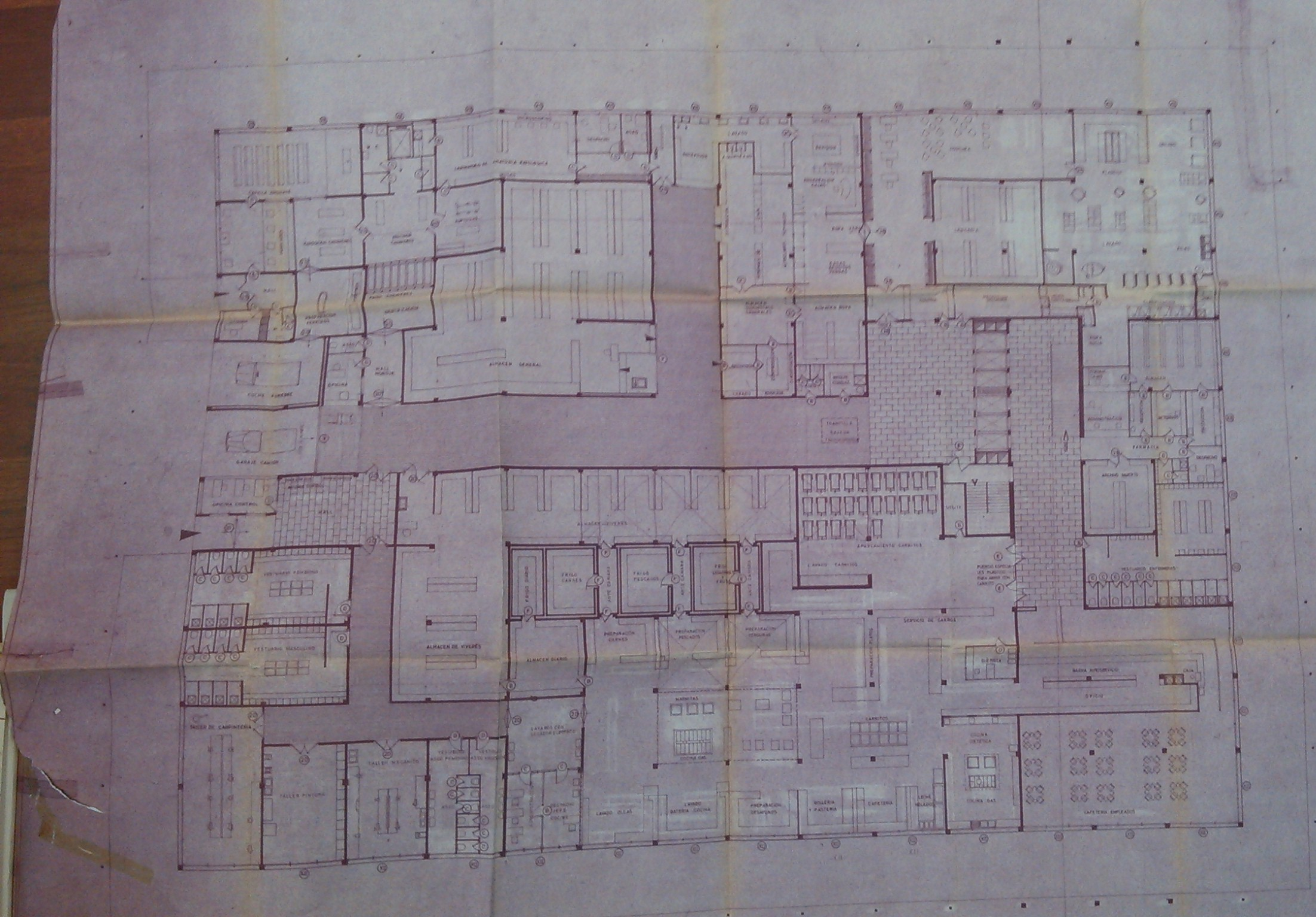
Planta General.

Rafael de la Hoz realiza dos grandes paralelepípedos, con una modulación de 6x6m, anclados entre sí ortogonalmente y de grandes proporciones, colocando en horizontal la zona de curación y en vertical la zona de hospitalización. La zona horizontal (curación) a causa de sus funciones de taller y laboratorio, se construye aparentemente en una sola planta que se apoya en el terreno sobre pilotis, aunque son dos plantas ya que una queda semienterrada. Estas estancias presentan una iluminación constante con aberturas cenitales en diente de sierra. Esta posición de la zona de curación soluciona el tema de accesibilidad de una gran forma, además de ofrecer el crecimiento indefinido de esta estructura.
Esta zona horizontal alberga en su semisótano todo el almacenaje, archivos, morgue, lavandería, vestuarios, cocinas, comedor de personal etc. Mientras que la planta superior recoge los quirófanos, consultas principales, funciones de rehabilitación, administración, capilla y cafetería para visitantes. Esta zona resuelve las conexiones con el paralelepípedo vertical a través de accesos rampantes.
La zona vertical (hospitalización) lo forma a través de un prisma vertical delgado que mira hacia el sur, y que en él destaca principalmente las grandes terrazas voladas en toda su longitud que permiten la estancia y el paseo de los enfermos. A causa de estas grandes terrazas se produce un ritmo de líneas horizontales y sumándole el acceso a este prisma mediante amplias escaleras protegidas por grandes marquesinas consigue dotar al edificio de una sensación de ingravidez.
Las plantas de habitaciones tienen un planteamiento de fácil funcionalidad, donde todas las habitaciones de los enfermos están orientadas al sur, miran todas al paisaje, generalmente son habitaciones de dos camas. En la zona norte, la zona que mira hacia Sierra Morena, se encuentra la galería de comunicación, comunicaciones verticales, el puesto de enfermería y todas las dependencias necesarias para la atención del enfermo. En esta crujía norte La Hoz utilizó para el contrapunto de la fachada unas lamas verticales que pueden girar.
El edificio tiene una dimensión de 33.399 metros cuadrados, que lo convierte en la edificación con más plantas del municipio cordobés, en total 33. El edificio supone un salto de calidad en todo el panorama de la sanidad andaluza en la época.